# Tinie Tempah
Tinie Tempah, eredeti nevén Patrick Chukwuem Okogwu Jr. (Plumstead, 1988. november 7. –) egy angol rapper, Plumsteadból, Dél-Londonból. Első videóklipje a „Wifey”, melynek producere Flukes volt, aki a Crazy Cousins tagja. 2006-ban tíz hétig vezette a Chanel U Underground listáját. Első albuma a The Disc-Overy 2010. októberében jelent meg, rajta olyan sikeres dalokkal, mint a „Pass out” és a „Frisky”.

## Kezdetek és fellépések
Beküldte egy dalát a Paralophone egyik versenyére, melynek nyereményeként felléphetett a High Tea rendezvényen Claridgesben. 2010 februárjában Chipmunkkal turnézott együtt. Patric az MTV-ben jelentette be, hogy első, debütáló albumát, mej a The Disc-Overy-t (ejtsd: diszkoveri) nevet kapta. Ezután Tinie bejelentette második kislemezét, a Frisky-t, melyet 2010. június 6-án adott ki. 2010. május 22-én fellépett a Radio 1 Big Weekend rendezvényén az „In Music We Trust” színpadán, ahol tudatta a tömeggel, hogy albuma valószínűleg 2010 augusztusában jelenik meg majd. Májusban még együtt turnézott Mr. Hudsonnal is.
2010. május 28-án fellépett a Winchester-i Egyetemen, a Londoni Metropolitan Egyetemen, és a Hertfordshire-i Egyetem Summer Balls rendezvényén, május 29-én. Június 5-én pedig a Kent-t Egyetemen lépett fel. Clare Főiskolán, St Hild Főiskolán és a St. Bede Főiskolán is fellépett.
Tinie megerősítette, hogy harmadik kislemeze a „Written In The Stars” lesz, a The Disc-Overy albumról, amely 2010. szeptember 27-én jelenik meg, majd egy héttel később az album.

## Diszkográfia

### Albumok
| Év   | Adatok | Csúcshelyezések | Csúcshelyezések | Csúcshelyezések | Csúcshelyezések | Csúcshelyezések | Minősítés     |
| Év   | Adatok | UK              | UK R&B          | IRL             | NZ              | SWI             | Minősítés     |
| ---- | --- | --------------- | --------------- | --------------- | --------------- | --------------- | ------------- |
| 2010 | Disc-Overy - Megjelent: 2010. október 4. - Kiadó: Parlophone, DL Records Ltd. - Formátumok: CD, digitális letöltés | -               | -               | -               | -               | -               | - UK: Platina |

### Mixtape-ek
| Cím                     | Adatok                                                                                             |
| ----------------------- | -------------------------------------------------------------------------------------------------- |
| Hood Economics Room 147 | - Megjelent: 2007. november 26. - Kiadó: DL - Format: digitális letöltés                           |
| The Micro Mixtape       | - Megjelent: 2010. december 5. - Hosted by: DJ Whoo Kid - Kiadó: DL - Formátum: digitális letöltés |

### EP-k
| Cím                          | EP adatok                                                                |
| ---------------------------- | ------------------------------------------------------------------------ |
| Sexy Beast Vol. 1            | - Megjelent: 2009. június 3. - Kiadó: DL - Formátum: digitális letöltés  |
| iTunes Festival: London 2010 | - Megjelent: 2010. augusztus 6. - Kiadó: DL - Formátum: digital download |

### Kislemezek
| Év   | Cím                                                    | Csúcshelyezések | Csúcshelyezések | Csúcshelyezések | Csúcshelyezések | Csúcshelyezések | Csúcshelyezések | Csúcshelyezések | Csúcshelyezések | Csúcshelyezések | Csúcshelyezések | Csúcshelyezések | Minősítés                | Album      |
| Év   | Cím                                                    | UK              | UK R&B          | AUS             | AUT             | DEN             | IRE             | NLD             | NZ              | SWE             | SWI             | US              | Minősítés                | Album      |
| ---- | ------------------------------------------------------ | --------------- | --------------- | --------------- | --------------- | --------------- | --------------- | --------------- | --------------- | --------------- | --------------- | --------------- | ------------------------ | ---------- |
| 2010 | "Pass Out"                                             | 1               | 1               | 70              | —               | —               | 6               | —               | 33              | —               | —               | —               | - UK: Arany              | Disc-Overy |
| 2010 | "Frisky" (featuring Labrinth)                          | 2               | 1               | —               | —               | —               | 3               | —               | —               | —               | —               | —               | - UK: Ezüst              | Disc-Overy |
| 2010 | "Written in the Stars" (featuring Eric Turner)         | 1               | 1               | 34              | —               | 18              | 1               | 19              | 13              | 10              | 50              | 68              | - AUS: Gold - NZ: Gold   | Disc-Overy |
| 2010 | "Miami 2 Ibiza" (Swedish House Mafia vs. Tinie Tempah) | 4               | —               | 31              | 36              | 22              | 5               | 10              | —               | 10              | 19              | —               | - UK: Ezüst - AUS: Arany | Disc-Overy |
| 2010 | "Invincible" (featuring Kelly Rowland)                 | 11              | 4               | —               | 62              | —               | 13              | —               | 5               | —               | 33              | —               | - NZ: Arany              | Disc-Overy |
| 2011 | "Wonderman" (featuring Ellie Goulding)                 | 14              | 3               | —               | —               | —               | 21              | —               | —               | —               | —               | —               |                          | Disc-Overy |

### Kislemezek közreműködőként
| Év   | Cím | Csúcshelyzések | Csúcshelyzések | Album            |
| Év   | Cím | UK             | IRE            | Album            |
| ---- | --- | -------------- | -------------- | ---------------- |
| 2010 | "Gangsta?" (Tinchy Stryder featuring Tinie Tempah)                                                      | 67             | —              | Third Strike     |
| 2010 | "Game Over" (Tinchy Stryder featuring Giggs, Devlin, Example, Professor Green, Tinie Tempah & Chipmunk) | 22             | —              | Third Strike     |
| 2011 | "Eyes Wide Shut" (JLS featuring Tinie Tempah)                                                           | 8              | 14             | Outta This World |

### Egyéb listás kislemezek
| Év   | Cím                                                         | UK | Album         |
| ---- | ----------------------------------------------------------- | -- | ------------- |
| 2011 | "We Bring the Stars Out" (featuring Labrinth & Eric Turner) | 40 | Csak letöltés |